# Herb Jeffries
Pour les articles homonymes, voir Jeffries.
Herb Jeffries, né Umberto Alexander Valentino le 24 septembre 1913 et mort le 25 mai 2014, est un acteur de cinéma et de télévision et chanteur américain. Il est auteur-compositeur-interprète de jazz et de musique populaire, connu pour sa voix de baryton.
Au cours de sa carrière d'acteur, il utilisait généralement les noms de Herbert Jeffrey, parfois Herbert Jeffries ou plus complètement, Herbert Jeffries, Sensational Singing Cowboy.
Il a joué dans plusieurs race film, des westerns de long métrage à petit budget destinés à un public noir, notamment Harlem on the Prairie (1937), Two-Gun Man from Harlem (1938), Rhythm Rodeo (1938), The Bronze Buckaroo (1939) et Harlem Rides the Range (1939). Il a également joué dans plusieurs autres films et émissions de télévision.
Dans les années 1940 et 1950, Jeffries a enregistré pour un certain nombre de labels, dont RCA Victor, Exclusive, Coral, Decca, Bethlehem, Columbia, Mercury et Trend. Son album Jamaica, enregistré par RKO, est un album concept de chansons calypso auto-composées.

## Biographie
Umberto Alexander Valentino —  qui prendra le nom de scène de Herb Jeffries — naît à Detroit d'une mère irlandaise blanche, qui dirigeait une pension (rooming house). Son père, qu'il n'a jamais connu, est d'origine mixte canadienne-française, italienne et maure,,,.
Élevé à Detroit, Jeffries grandit comme « un bébé du ghetto » dans un quartier mixte sans rencontrer de racisme sévère dans son enfance. Au lendemain du krach de Wall Street en 1929, il abandonne le lycée pour gagner sa vie en tant que chanteur. Il montre un grand intérêt pour le chant au cours de ses années de formation pendant l'adolescence et souvent retrouvé avec l'orchestre Howard Buntz dans diverses salles de bal de Detroit. Intensément attiré par le domaine musical depuis son enfance, il commence à se produire dans un bar clandestin local où il attire l'attention de Louis Armstrong, qui donne à l'adolescent un mot de recommandation pour Erskine Tate au Savoy Ballroom de Chicago. Sachant que Tate était à la tête d'un groupe entièrement noir, Jeffries prétend être un créole et se voit offrir un poste de chanteur vedette trois soirs par semaine. Plus tard, il part en tournée avec l'orchestre d'Earl "Fatha" Hines dans le Deep South.
Un court métrage documentaire de 2007 décrit Jeffries comme « assumant l'identité d'un homme de couleur » au début de sa carrière. Il est montré dans Black/White & All That Jazz expliquant qu'il a été inspiré par Louis Armstrong, le musicien né à la Nouvelle-Orléans, pour dire faussement, lors d'un entretien d'embauche à Chicago, qu'il était « un créole de Louisiane » alors qu'il est, entre autres origines ethniques, d'origine irlandaise et d'héritage sicilien.

## Carrière musicale
En 1945, Jeffries connaît un succès au palmarès Billboard R&B avec Left A Good Deal In Mobile (no 2), sur lequel il était accompagné du pianiste Joe Liggins et de son groupe The Honeydrippers. Puis, il déménage en Europe et y joue pendant de nombreuses années, y compris dans les boîtes de nuit qu'il possédait. Il est de retour en Amérique dans les années 1950, enregistrant à nouveau des disques de jazz, y compris une collection de ballades en 1957, Say It Isn't So.
En 1995, à 81 ans, il enregistre The Bronze Buckaroo (Rides Again), un album de chansons de Nashville sur le label Warner Western.

## Carrière cinématographique
En tournée dans le Grand Sud avec Hines, Jeffries a été frappé par les réalités de la ségrégation, car le jeu de l'orchestre était limité aux entrepôts de tabac et aux cinémas réservés aux Noirs. En regardant de jeunes garçons remplir les théâtres pour regarder le dernier western, Jeffries a décidé de créer un héros de cow-boy spécialement conçu pour un tel public. Passionné de western qui a grandi en regardant les aventures muettes de Tom Mix et Jack Holt, dans les années 1930, Jeffries entreprit de produire un western à petit budget avec une distribution entièrement noire. Bien que l'ère du muet ait vu un certain nombre de films mettant en vedette uniquement des acteurs noirs, ils avaient pratiquement disparu avec le ralentissement économique et l'arrivée des talkies-walkies, qui se sont avérés trop chers pour de nombreux « indépendants blancs » finançant de tels projets. L'ambition de Jeffries était de produire le "premier western musical entièrement nègre" du cinéma sonore. Pour financer son projet, Jeffries a approché un producteur vétéran de films B nommé Jed Buell. Jeffries, ayant obtenu des finances, a écrit ses propres chansons pour le film et embauche Spencer Williams pour apparaître avec lui. Lorsque Buell a voulu connaître un candidat probable pour le rôle principal, Jeffries s'est nommé. Ayant grandi en partie dans la ferme de son grand-père, il possédait toutes les compétences requises en équitation et en corde, à côté d'une belle voix chantante, mais Buell a exprimé  des inquiétudes. Jeffries, dont la mère était d'origine irlandaise, n'était « pas assez noire ». Finalement, ils sont allés de l'avant, utilisant du maquillage pour assombrir le teint de la peau de l'homme principal. Jeffries a fait ses débuts en tant que cow-boy de crooner avec Harlem on the Prairie, qui était considéré comme le premier western noir après l'inauguration des talkies et le premier western sonore avec une distribution entièrement noire. Le film a été tourné en 1937 pendant cinq jours au Murray's Dude Ranch (en) à Apple Valley, en Californie, avec Jeffries exécutant toutes ses propres cascades. Bien que la réception critique ait été mitigée, le film a reçu un article dans le magazine Time et a rapporté 50 000 $ au cours de ses douze premiers mois. Jouant un cow-boy chantant dans des films à petit budget, Jeffries est devenu connu sous le nom de « Bronze Buckaroo » par ses fans. À l'époque de la ségrégation raciale américaine, ces Race film étaient principalement diffusés dans des salles destinées à un public afro-américain. Les films incluent Harlem on the Prairie, The Bronze Buckaroo, Harlem Rides the Range et Two-Gun Man from Harlem.
Jeffries joue ensuite dans trois autres westerns musicaux au cours des deux années suivantes. Jeffries joue dans plusieurs westerns entièrement « noirs » le rôle d'un cow-boy chanteur et y chante ses propres compositions de style western. Dans ces films, Jeffries joue le rôle du cow-boy Bob Blake et chante et exécute ses propres cascades. Bob Blake est le bon gars, avec une fine moustache, qui porte un Stetson blanc et montait un cheval blanc nommé Stardusk. Il continue à faire d'autres films, mettant en vedette dans le rôle-titre dans Calypso Joe (1957), qui a partagé la vedette avec Angie Dickinson. En 1969, il apparaît dans la longue série télévisée western Le Virginien (The Virginian, épisode Stopover) dans laquelle il incarne un bandit qui intimide la ville. Dans les années 1970, il apparait dans des épisodes de I Dream of Jeannie et, en 1969, dans Hawaii Five-0 (saison 1, épisode 17, The Face of the Dragon, rôle de Jardine). Il produit et réalise ensuite Mundo depravados, un film culte mettant en vedette sa femme, Tempest Storm.

## Vie privée
Ses quatre premiers mariages (dont un, de 1959 à 1967 avec la danseuse « exotique » Tempest Storm, surnommée The Queen of Exotic Dancers) ont produit cinq enfants.
En 2007, alors qu'il rassemblait du matériel pour les producteurs d'un film documentaire à son sujet (A Colored Life), Jeffries retrouve son acte de naissance ; cela lui rappelle qu'il est en fait né en 1913 et qu'il a modifié son âge après avoir quitté la maison aux fins de chercher un emploi.
Par la suite, il réside à Wichita, au Kansas. Il meurt d'une insuffisance cardiaque au West Hills Hospital and Medical Center le 25 mai 2014, à l'âge de 100 ans,. Il laisse dans le deuil sa cinquième épouse, Savannah, trois filles et deux fils.

## Filmographie partielle

### Cinéma
- Harlem on the Prairie (1937)
- Two-Gun Man from Harlem (1938)
- Harlem Rides the Range (1939)
- The Bronze Buckaroo (1939)
- Calypso Joe (1957)
- Chrome and Hot Leather (en) (1971)
- Portrait of a Hitman (1979)
- Yogananda (2014)[20]

### Télévision
- 1968 Le Virginien saison 7 épisode 14 (Stopover) : Frank Hammer

## Discographie
- Magenta Moods (Exclusive, 1950)
- Just Jeffries (Mercury, 1951)
- Flamingo (Coral, 1952)
- The Singing Prophet (Olympic, 1954)
- Jamaica (RKO, 1956)
- Say It Isn't So (Bethlehem, 1957)
- Herb Jeffries (Harmony, 1957)
- Devil Is a Woman (Golden Tone, 1957)
- Passion (Brunswick, 1957)
- I Remember the Bing (Dobre, 1978)
- I've Got the World on a String (Discovery, 1989)
- The Bronze Buckaroo (Rides Again) (Warner Western 1995)
- The Duke and I (2012)

## Récompenses et distinctions
- Temple de la renommée des cinéastes noirs, 1979[21]
- Hollywood Walk of Fame
- Promenade des étoiles de Palm Springs, 1988[22]
- Temple de la renommée des artistes interprètes ou exécutants de westerns, National Cowboy & Western Heritage Museum, 2004[23].